# Oledo
Oledo ist eine Gemeinde (Freguesia) im portugiesischen Kreis Idanha-a-Nova. In ihr leben 284 Einwohner (Stand 19. April 2021).